# شمال دور (فیلم ۲۰۰۷)
شمال دور (به انگلیسی: Far North) فیلمی مستقل ساخته کارگردان آصف کاپادیا که براساس داستان کوتاهی از سارا میت لند ساخته شده است . این فیلم در جشنواره های مختلف فیلم در سال ۲۰۰۷ و ۲۰۰۸ قبل از انتشار دی وی دی فیلم در آمریکا تاریخ ۲۳ سپتامبر ۲۰۰۸ به نمایش درآمد. 

## داستان فیلم
در زمان نامحدود جایی در قطب شمال با سربازان شوروی، ساقیان کوچی و دخترش آنجیا به‌طور دائم در حال حرکت به دنبال یک مکان امن در تاندرا آرکتیک هستند. آنها در یک ناحیه دور افتاده در شمال کشور قرار دارند که سایوا معتقد است که آنها امن و زنده ماندند و ماهیگیری و گوزن زدن و حیوانات کوچک را نیز شکار کردند. زندگی آنها زمانی تغییر می کند که سایوا لوکی را پیدا کند، یک غریبه یخ زده که در یخ می میرد.

## بازیگران
- میشل یئو درنقش سایوا
- میشل کروزیک درنقش آنا
- شان بین درنقش لوکی